# Università nazionale di Cherson
L'Università nazionale di Cherson è una delle più antiche università del sud dell'Ucraina. Oggi è un centro accademico, culturale ed educativo multidisciplinare.

## Storia
L'Università nazionale di Cherson è stata fondata nel novembre 1917 durante la prima guerra mondiale sulla base dell'Istituto degli insegnanti di Tartu evacuato. Nel 1919 la scuola fu riorganizzata nell'Istituto Pedagogico di Kherson con un periodo di studio di 4 anni.
All'inizio degli anni '20, l'istituto fu ribattezzato Kherson Institute of Education (Hino) e nel novembre 1924 gli fu dato il nome di NK Krupskaya. Durante la Seconda guerra mondiale dall'agosto 1941 al marzo 1944 l'Istituto cessò l'attività.
Nel marzo 1944, dopo la liberazione di Kherson dagli invasori dell'Asse, riprese il processo educativo in 5 dipartimenti: fisico, matematico, scientifico, linguistico e letterario, geografico e storico. Nel 1973 ha aperto una Facoltà di Scienze Generali, nel 1977 una Facoltà di Scienze della Formazione e nel 1986 una Facoltà di Lingue Straniere.
Negli anni dell'indipendenza dell'Ucraina l'Istituto ha continuato a svilupparsi. Nel 1992, il programma post laurea presso la Facoltà di Filologia ha creato ulteriori capacità pedagogiche e riqualificazione della lingua ucraina Filologia e lingue straniere.
Nel 1994 l'università ha aperto una scuola di educazione fisica e sport e il Kherson Academic Lyceum presso KSU. Nel 1998, il Kherson State Pedagogical Institute è stato riorganizzato come Kherson State Pedagogical University, che nel 2002 è diventata la Kherson State University. Nel 2004 ha istituito l'Istituto di ricerca per la tecnologia dell'informazione. Nell'aprile 2005 ha aperto il Business Development Center.

## Informazioni Generali
Se all'inizio della sua esistenza lo Yuriev Teachers 'Institute aveva solo tre dipartimenti: linguistico e storico, fisico-matematico e geografico, così oggi alla Kherson State University ci sono 12 facoltà, in cui ci sono più di 6.000 scapoli e master a tempo pieno e Formazioni part-time (a distanza) in 51 specialità, 17 branche del sapere.
Centro per l'istruzione post laurea, Centro per la preparazione e il lavoro con i cittadini stranieri, Museo e Centro archivi funzionano con successo nell'università.
Al fine di implementare il sistema di istruzione universitaria, l'Università statale di Kherson collabora con scuole e college all'interno di complessi educativi, scientifici e produttivi: "KSU - Kherson scuola professionale superiore di economia della ristorazione", "KSU - Beryslav Benkovsky pedagogical college", "KSU - Kherson High School of Physical Culture "," KSU - Kherson Polytechnic College of Odessa National Polytechnic University ".
Il liceo accademico Kherson Mishukov del consiglio comunale di Kherson funziona presso l'Università.
L'infrastruttura dell'università è rappresentata da 6 edifici scolastici (uno dei quali è un monumento architettonico), 3 ostelli, laboratori didattici, una biblioteca con 6 sale di lettura e 3 sale parto di letteratura educativa, il cui fondo è di oltre 500mila copie, biblioteca Internet ecc. C'è anche un museo di storia dell'università, un osservatorio, un'agrobiostation - un giardino botanico, una sala espositiva, uno studio di registrazione, un dipartimento editoriale ed editoriale, sale di montaggio e sportive, campi sportivi per vari scopi, un bar-pizzeria “Univer”, caffetterie dell'Università. C'è un trattamento preventivo di sanatorio, un centro di apprendimento e formazione sul fiume Dnipro, un campo sportivo e ricreativo “Burevisnyk” sulla costa del Mar Nero (insediamento di tipo urbano Lazurne), una palestra assegnata a studenti e insegnanti dell'università.
Il percorso formativo dell'Ateneo è svolto da oltre 600 docenti provenienti da 44 cattedre, tra cui 58 Dottori in Scienze, Professori e 333 Candidati in Scienze, Professori Associati.
Tra gli insegnanti dell'università ci sono accademici onorati delle accademie ucraine e internazionali; quasi 40 scienziati hanno titoli onorifici nelle aree di attività professionale, in particolare, attori onorati, artisti onorati e allenatori onorati dell'Ucraina, lavoratori onorati nella sfera dell'istruzione, scienza e tecnologia, economia, diritto, cultura, ecc.
L'Università svolge la formazione di esperti scientifici superiori - Dottori in Filosofia - in 14 specialità, quali: Scienze dell'educazione e pedagogiche, Istruzione secondaria (in specialità), Formazione professionale (in specializzazioni), Storia e Archeologia, Filologia, Economia, Psicologia, Legge, Biologia, Scienze della Terra, Ingegneria del software.
Il dottorato ha 4 specialità scientifiche in due rami della scienza: pedagogica e filologica.
15 scuole scientifiche di eminenti studiosi ucraini: Elyzaveta Barbina, Larysa Belekhova, Olena Blynova, Mykhailo Boyko, Tamara Dmytrenko, Olga Zabolotska, Galyna Mykhailovska, Mariia Pentyluk, Lyubov Pyetuhova, Nina Sliusarenko, Oleksandrentyko Spivava, Oleksandrentykova. Tetyana Yatsula sviluppa e lavora all'Università.
Tre consigli scientifici specializzati lavorano efficacemente, uno per la difesa delle tesi di dottorato su due specialità: Teoria e metodologia dell'insegnamento (la lingua ucraina), teoria e metodi di insegnamento (la lingua russa); e due consigli accademici specializzati per la difesa delle tesi di laurea su quattro specialità: teoria e metodi di insegnamento (matematica), teoria e metodi della formazione professionale; Lingue germaniche.
Il potenziale scientifico dell'università è evidenziato dalla realizzazione di oltre 250 conferenze di livello internazionale e ucraino negli ultimi 6 anni, la pubblicazione di più di 150 monografie e 50 libri di testo, 600 manuali; 15 raccolte di opere scientifiche, 12 delle quali sono incluse nell'elenco delle edizioni scientifiche professionali dell'Ucraina; difesa di 135 tesi di dottorato e 30 tesi di dottorato; la pubblicazione di circa 8.000 articoli in diverse pubblicazioni scientifiche, di cui 788 in quelle estere e 5679 nelle edizioni professionali dell'Ucraina.
Nell'università operano 32 iniziative di laboratori di ricerca scientifica, un centro scientifico e pratico per la correzione, la riabilitazione e lo sviluppo di bambini e giovani, un servizio di psicologia sociale e un ambulatorio legale. KSU detiene brevetti per invenzioni e modelli di utilità.
I giovani studenti sono ampiamente coinvolti nel lavoro di ricerca all'università. Quasi 1.500 studenti sono coinvolti in 109 gruppi di problemi studenteschi, circoli accademici e uffici di design e tecnologia.
Negli ultimi 3 anni, 172 studenti sono stati inviati per partecipare alle Olimpiadi studentesche ucraine, 20 di loro sono diventati vincitori; 185 studenti di lavori scientifici sono stati inviati al concorso ucraino di lavori scientifici degli studenti su scienze naturali, scienze tecniche e scienze umane; Sono stati premiati 63 lavori degli studenti.
L'università gestisce con successo il Consiglio degli studenti, dei dottorandi, dei dottorandi e dei giovani scienziati.
Durante il 2013-2016 i giovani studiosi della KSU hanno ricevuto una ricompensa dalla Verkhovna Rada dell'Ucraina (professore associato Soloviova NI), tre borse di studio per il Gabinetto dei Ministri dell'Ucraina per giovani scienziati (professori associati Kotova OV, Manko e due borse di studio regionali per giovani scienziati nel campo dell'istruzione superiore (professori associati Dumasenko SA, Fedorchenko KA).
La cooperazione internazionale dell'Università è una direzione strategica dell'attività della Kherson State University ed è finalizzata all'integrazione nello spazio europeo e mondiale. L'Università ha più di 35 accordi sulla cooperazione con i partner dell'istruzione superiore. I principali partner internazionali con cui KSU mantiene legami sono le seguenti istituzioni estere:
- Accademia della Pomerania (Slupsk, Polonia);
- Adam Mickiewicz University (Poznan, Polonia);
- Yan Dlugosh Academy (Czestochowa, Polonia);
- Scuola superiore di economia (Bydgoszcz, Polonia);
- Università Alpen Adria (Klagenfurt, Austria);
- Seminario evangelico Froebel (Kassel, Germania);
- Università di Stoccolma (Stoccolma, Svezia);
- Università Comenius (Bratislava, Slovacchia);
- Baranovichi State University (Baranovichi, Repubblica di Bielorussia);
- Yanka Kupala Grodno State University (Grodno, Repubblica di Bielorussia);
- Accademia marittima statale di Batumi (Batumi, Georgia);
- Chernorizets Hrabar Varna Free University (Varna, Bulgaria);
- Konstantin Preslavsky University of Shumen (Bulgaria).

L'università ha il Dipartimento per le relazioni internazionali, il Centro informazioni dell'UE, il Centro per la lingua e la cultura polacca, il Centro per la lingua e la cultura spagnola, Centro per la cultura bulgara dei Santi Cirillo e Metodio, Centro educativo Friedrich Froebel.
L'Università prepara i cittadini stranieri per l'ammissione agli istituti di istruzione superiore dell'Ucraina in aree di studio e specialità accreditate. Studenti stranieri provenienti da Azerbaigian, Camerun, Congo, Moldova, Nigeria, Turkmenistan, Uzbekistan e altri paesi dell'Est e dell'America studiano alla KSU.
L'attività internazionale della Kherson State University è finalizzata al raggiungimento dell'obiettivo principale dell'integrazione europea: studio e formazione di specialisti della nuova generazione che grazie alla conoscenza delle caratteristiche nazionali e culturali dei paesi sviluppati del mondo comprenderanno e apprezzeranno il risultati dei loro nativi, promuovere e affermare l'Ucraina agli occhi delle comunità europee e mondiali.
Grande attenzione è rivolta al lavoro extracurricolare con i giovani studenti. Il sistema di eventi per il lavoro organizzativo ed educativo è pianificato e condotto in Ateneo tenendo conto dell'armonica interconnessione dei processi accademici e formativi.
Ogni anno si svolgono una serie di eventi universitari tradizionali:
- Concerto festivo nel Giorno della Conoscenza;
- Festival delle arti della Facoltà “Debutto”;
- Festival d'arte “Young Wave”.

I collettivi creativi delle facoltà partecipano a eventi internazionali, ucraini e regionali.
L'università ha creato gruppi artistici amatoriali: ensemble di danza popolare "Chubaryky", "Ladovytsia", "Suziria", gruppo teatrale folkloristico "Studi – Art", collettivo folk vocale e corale della facoltà di filologia e giornalismo, collettivo di coro vocale della facoltà di educazione prescolare ed elementare. KSU è molto orgoglioso di loro. Inoltre, i partecipanti a molti eventi artistici e culturali sono orchestre sinfoniche, gruppi vocali di facoltà.
La vita sportiva imperversa all'università. Grazie a KSU Sports Club le Giornate universitarie dello sport si tengono due volte all'anno. Il programma degli eventi comprende pallavolo, calcetto, scacchi, atletica leggera, street ball, volley-MIX, arrampicata su roccia e powerlifting.
L'università ha sezioni su vari sport, tra cui pallavolo, basket, ginnastica atletica, turismo e arrampicata su roccia, atletica e scacchi.
I nostri studenti partecipano attivamente alle competizioni sportive cittadine e ucraine. Un grande successo è stato ottenuto dagli studenti universitari a livello internazionale.
Molte attività diverse sono condotte dal Parlamento studentesco dell'Università e dalla Primary Union Organization of Students, fondata nel 1924. I nostri studenti sono membri dei consigli studenteschi regionali e comunali.
Il Centro di Volontariato Studentesco “Own Choice” partecipa attivamente all'Università. Questo è un aiuto per i bambini che vivono in orfanotrofi e collegi; è in visita ai bambini del reparto di degenza del Centro per la riabilitazione dei bambini del distretto di Dnipro dell'ospedale clinico Luchansky Kherson; è un aiuto per i veterani della guerra e del lavoro, studenti con malattie oncologiche. Questo è anche un lavoro di volontariato di studenti in istituzioni governative e organizzazioni non governative, partecipazione a eventi di beneficenza locali, ucraini e internazionali, eventi scientifici ed educativi, ecc.
Il settore della promozione dell'occupazione è coinvolto attivamente nell'occupazione degli studenti nell'istruzione a tempo libero. Ogni anno gli studenti dell'Università possono mettere alla prova le loro forze lavorando come organizzatori pedagogici, tutor nelle istituzioni per il miglioramento della salute dei bambini della regione.
Oggi l'Università è un centro scientifico, educativo e culturale multidisciplinare della regione di Kherson, che ha una certa influenza sull'intera regione meridionale dell'Ucraina, opera con successo, lavora per la prospettiva - il rilancio e lo sviluppo della città, della regione, del paese.

## Campus ed edifici
L'università ha 6 torri e 3 dormitori. Inoltre, i servizi di studenti e insegnanti KhSU - mensa, sanatorio, stazione medica, stazione di sport acquatici sul Dnipro, campo sportivo "Burevisnyk" sul Mar Nero Osservatorio Giardino Agricolo-Botanico, 3 palestre, 1 palestra e 2 sale riunioni, parco macchine agricole, corsi di danza, laboratori artistici, centro educativo ed editoriale, centro culturale ucraino, centro museale e archivio, sala espositiva, ecc.

## Tutte le Facoltà
Facoltà di filologia e giornalismo ucraino
Specialità:
- Istruzione secondaria (lingua e letteratura ucraina)
- Filologia (lingua e letteratura ucraina)
- Giornalismo

Sedia:
- Cattedra di linguistica
- Cattedra di letteratura ucraina
- Cattedra di comunicazioni sociali
- Cattedra di lingua ucraina e linguistica sociale

Facoltà di Cultura e Arti
Specialità:
- Belle arti, arti decorative, restauro
- Coreografia
- Arte musicale
- Culturologia

Sedia:
- Discipline vocali e corali
- Studi culturali
- Belle arti e design
- Performance strumentale
- Arte coreografica

Facoltà pedagogica
Specialità:
- Educazione prescolare
- Istruzione elementare

Dipartimento:
- Dipartimento di Filologia
- Dipartimento di Scienze Naturali, Matematiche e Logopedia
- Dipartimento di istruzione prescolare ed istruzione primaria (sezione istruzione primaria)
- Dipartimento di educazione prescolare ed educazione primaria (sezione educazione prescolare)

Facoltà di Economia e Management
Specialità:
- Economia
- Gestione
- Imprenditorialità, commercio e attività di scambio
- Finanza, banche e assicurazioni
- Relazioni economiche internazionali
- Istruzione secondaria (formazione e tecnologia del lavoro)
- Formazione professionale (tecnologia di produzione e lavorazione dei prodotti agricoli)
- Formazione professionale (trasporti)
- Attività alberghiera e di ristorazione
- Turismo

Dipartimento:
- Dipartimento di Finanza e Imprenditorialità
- Cattedra di Economia e Relazioni economiche internazionali
- Presidente di gestione e amministrazione
- Dipartimento di Hotel e Ristorante e Turismo
- Dipartimento di formazione tecnologica e professionale

Facoltà di Storia e Giurisprudenza
Specialità:
- Legge
- Legge internazionale
- Istruzione secondaria (Storia)
- Storia e archeologia

Facoltà di Informatica, Fisica e Matematica
- Istruzione secondaria (fisica)
- Istruzione secondaria (informatica)
- Istruzione secondaria (matematica)
- Ingegneria software
- Informatica
- Sistemi e tecnologie informatiche

Sedia:
- Cattedra di informatica, ingegneria del software e cibernetica economica
- Cattedra di Fisica e Metodica della sua Formazione
- Cattedra di Algebra, Geometria e Analisi Matematica

Laboratori:
- Sezione di gestione delle tecnologie dell'informazione;
- Laboratorio di ambienti di apprendimento integrati;
- Sezione di tecnologie multimediali e di apprendimento a distanza;
- Laboratorio di sviluppo e implementazione di software educativo;
- Laboratorio di scienze fisiche;
- Osservatorio astronomico.

Facoltà di Medicina
Specialità:
- Educazione speciale
- Terapia fisica, ergoterapia
- Istruzione secondaria (chimica)
- Chimica
- Farmacia, Farmacia industriale
- Medicinale

Sedia:
- Dipartimento di Medicina e Terapia Fisica
- Cattedra di Chimica Generale e Inorganica
- Cattedra di correzione dell'educazione

Facoltà di Biologia, Geografia ed Ecologia
Specialità:
- Istruzione secondaria (Biologia e salute umana)
- Istruzione secondaria (geografia)
- Biologia
- Scienze della Terra
- Geografia
- Ecologia

Sedia:
- Cattedra di ecologia e geografia
- Dipartimento di Biologia Umana e Immunologia
- Cattedra di botanica
- Cattedra di geografia sociale ed economica

Facoltà socio-psicologica
Specialità:
- Psicologia
- Sociologia
- Lavoro sociale

Sedia:
- Cattedra di psicologia generale e sociale
- Cattedra di psicologia applicata
- Cattedra di lavoro sociale e pedagogia sociale

Facoltà di Filologia Straniera
Specialità:
- Istruzione secondaria (lingua e letteratura: russo, inglese)
- Istruzione secondaria (lingua e letteratura: inglese)
- Istruzione secondaria (lingua e letteratura: inglese, tedesco)
- Istruzione secondaria (lingua e letteratura: tedesco, inglese)
- Istruzione secondaria (lingua e letteratura: francese, inglese)
- Istruzione secondaria (lingua e letteratura: spagnolo, inglese)
- Filologia (Lingue e letterature tedesche (traduzione inclusa)), prima inglese
- Filologia (linguistica applicata)

Sedia:
- Cattedra di lingua inglese e metodi di insegnamento
- Dipartimento di pratica delle lingue straniere
- Dipartimento di Studi Traslazionali e Linguistica Applicata
- Cattedra di lingue romaniche e germaniche
- Cattedra di filologia slava